# Tzlila Chozeret
Pour plus de détails, voir Fiche technique et Distribution.
Tzlila Chozeret (צלילה חוזרת) est un film israélien réalisé par Shimon Dotan, sorti en 1982.

## Fiche technique
- Titre : Tzlila Chozeret
- Titre original : צלילה חוזרת
- Réalisation : Shimon Dotan
- Scénario : Shimon Dotan d'après le roman Tickets for Sammy Davis de Yehoudit Hendel
- Musique : Zohar Levy
- Photographie : Daniel Schneor
- Montage : Danny Shick
- Production : Shimon Dotan et Amos Mokadi
- Société de production : United Studios
- Pays :  Israël
- Genre : Drame
- Durée : 87 minutes
- Dates de sortie : 
  -  Israël : 1982

## Distribution
- Doron Nesher : Yoav
- Mosko Alkalai
- Zaharira Harifai
- Miki Marmur : Rachel B
- Batia Rozental : Rachel

## Distinctions
Le film a été présenté en sélection officielle en compétition lors de Berlinale 1982.